# Indië-monument (Tilburg)

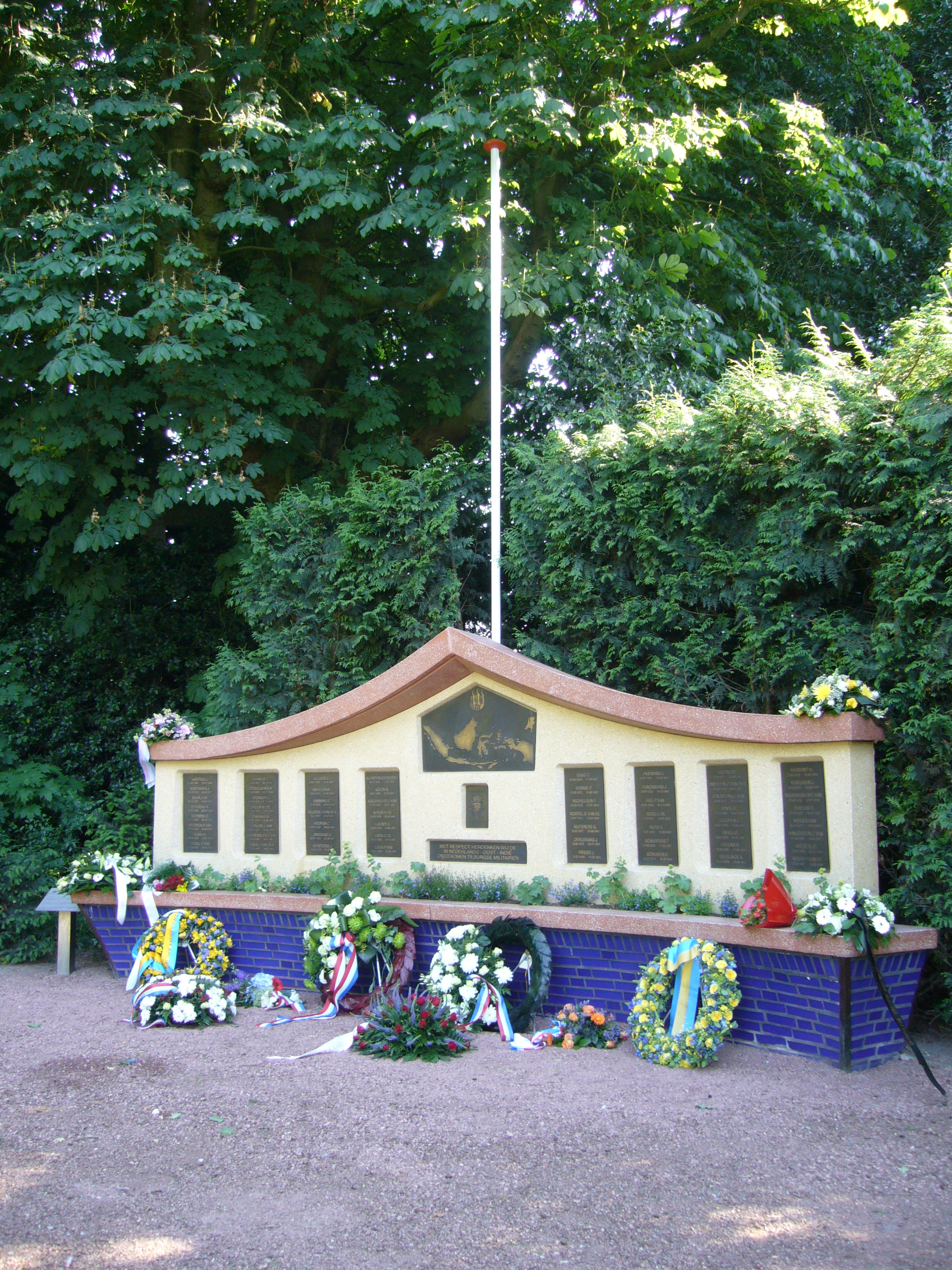
Monument in 2009.

Het Indië-monument is een gedenkteken in het Vrijheidspark in de Nederlandse stad Tilburg. Het is door architect en beeldend vormgever ir. André M. Doevendans (1927 - 2005), zelf ook Indië-veteraan, gemaakt als herdenkingsmonument voor de zestig Tilburgse militairen die in Oost Nederlands-Indië zijn gesneuveld tussen 1945 en 1962. Het is op 19 mei 2001 onthuld door mevrouw M. Spoor, weduwe van generaal Simon Spoor.
Het monument ziet eruit als een crèmekleurig Indisch huisje. Het is gemaakt van beton en heeft een roodbruine rand langs het dak. Het huisje is bijna 1,94 meter hoog en 5,4 meter breed en staat op een verhoging van geglazuurde, paarse bakstenen die een Indische veranda voorstellen. In het midden van het huisje zijn drie bronzen plaquettes aangebracht, en aan weerszijden zijn vier bronzen panelen. Op de bovenste plaquette staan de kaart van Indonesië, het wapen van Tilburg en de kaart van Nederland. Op de middelste plaquette staat het Ereteken voor Orde en Vrede, dat herinnert aan de onderscheiding die Nederlandse soldaten ontvingen voor hun inzet in het voormalige Nederlands-Indië. Op de onderste plaquette staat:
'MET RESPECT HERDENKEN WIJ DE

IN NEDERLANDS - OOST - INDIË

OMGEKOMEN TILBURGSE MILITAIREN'
Het monument is licht gebogen zowel horizontaal als verticaal. Dit symboliseert omarming en bescherming. Op de veranda is een bloembak over de gehele lengte aangebracht.

## Stichting
De Stichting Vrienden van het Indië Monument Tilburg is verantwoordelijk voor het monument. De stichting organiseert ieder jaar een herdenkingsbijeenkomst rond 25 mei, de overlijdensdatum van generaal Spoor.